# جین کلر
جین کلر (انگلیسی: Jean Clair؛ زادهٔ ۲۰ اکتبر ۱۹۴۰) نویسنده، رمان‌نویس و تاریخ‌نگار هنر اهل فرانسه است.
جین کلر از مه ۲۰۰۸ عضو فرهنگستان فرانسه است.
وی همچنین برندهٔ جوایزی همچون لژیون دونور (افسر) شده‌است.